# August Meuleman

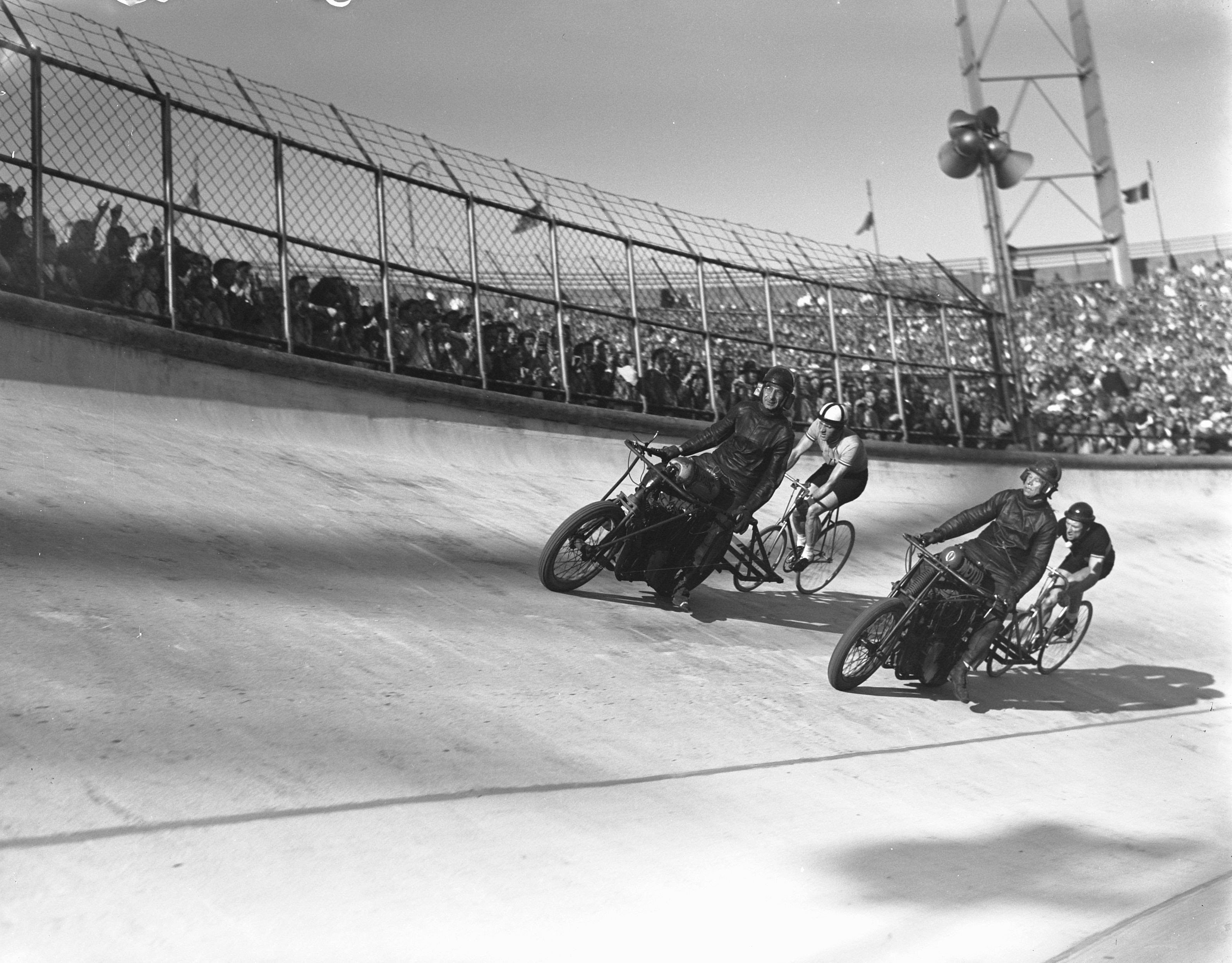
Les stayers Cor De Best et August Meuleman, Championnats du monde, Amsterdam, 1948

Gaston August « Gus » Meuleman, né le 20 octobre 1906 à Gand et mort le 12 février 2000 à Soumagne, est un coureur cycliste belge. Il participe à l'épreuve de poursuite par équipe aux Jeux olympiques d'été de 1928.

## Biographie
August Meuleman commence par des courses sur route, où il remporte des succès mineurs. Il est champion des Flandres juniors au sprint devant Alfred Haermerlynck. Il participe à la poursuite par équipe aux Jeux Olympiques de 1928 à Amsterdam. Il passe professionnel en 1929 et court des américaines, notamment avec Jules Van Hevel, Haermerlynck, André Mortier, A. Buysse[Lequel ?]. Il participe aux six jours d'Anvers en 1934,.
À partir du milieu des années 1930, Meuleman se concentre de plus en plus sur les courses de demi-fond, entrainé par Emile Van den Bosch. Dans cette discipline, il est trois fois champion de Belgique et cinq fois vice-champion, entre 1937 et 1950.
En 1934, il fait ses débuts à Paris, lors du match France-Belgique (Georges Paillard-Terreau vs. Ronsse-Meuleman) et bat Terreau,.
Pendant deux saisons, il est pensionnaire au camp d’entraînement du Vélo Club de Levallois à La Celle-Saint-Cloud,.
En 1937, il participe pour la première fois aux championnats du monde; entrainé par Victor Philippe et termine 5e,,. En 1938, il a un accident à trois tours de la fin de sa série des championnats du monde. Gêné par Léon Vanderstuyft, l'entraineur d'Aldo Canazza, Felicien Van Ingelghem (de), l'entraineur de Josy Kraus s'écarte et provoque l'accident. Josy Kraus qui est en tête est accroché par la moto de Victor Philippe entrainant August Meuleman qui voulait dépasser. Tous les trois sont transportés à l'infirmerie du vélodrome, Meuleman est blessé à la face.
En 1939, il est entrainé temporairement par le suisse Georges Groslimond.
En 1940, il travaille en France dans une usine pour la défense nationale. En 1940 et 1941, il court des américaines d'abord avec Raoul Breuskin,,,,, puis avec Yvan Marie et Achille Samyn et court aussi derrière derny,. Entrainé par Arthur Pasquier, il est premier au classement de L'Auto des meilleurs stayers de la saison d'hiver 1941/42 à Paris devant Ernest Terreau et Louis Minardi et enlève 13 victoires pendant la saison estivale 1942 à Paris et en province.
Aux championnats du monde sur piste en 1948 , Meuleman termine troisième chez les professionnels.
Après la fin de sa carrière cycliste, Gus Meuleman devient un entraineur de demi-fond recherché. Aux championnats du monde sur piste en 1959 , 1960 , 1964 et 1965 , il mène l'espagnol Guillermo Timoner à quatre de ses six titres de champion du monde professionnels, ainsi que Karl-Heinz Marsell en 1961. En 1964, il devient champion du monde amateur avec le néerlandais Jacob Oudkerk, en 1962 et 1963 avec son compatriote Romain De Loof et en 1968 avec l'Italien Giuseppe Grassi. En 1967, l'italien Domenico De Lillo (en) termine troisième entrainé par Meuleman aux championnats du monde professionnel, ainsi que Dieter Kemper en 1972.
Il est entraineur jusqu'en 1979, a 73 ans.

## Palmarès sur route
- 1929
  - Grote Prijs Dr. Eugeen Roggeman
- 1931
  - Prix de Terjoden[27]

## Palmarès sur piste

### Championnats du monde
- Amsterdam 1948
  -  Médaillé de bronze du demi-fond professionnels

### Championnats d'Europe
- 1948-1949
  - 3e Criterium d'Europe des vélodromes d'hiver[note 2]

### Championnat de Belgique
- Champion de Belgique de demi-fond en 1937[28], 1938[29],[30] et 1948

### Grand Prix et autres
- Prix Albert Champion : 1937[31], 1938[32],[33],[34] et 1942[35],[36].
- Grand Prix de Pâques (Buffalo): 1938[37],[38],[39]
- Grand Prix Gustave Ganay à Marseille : 1938[40]
- Grand Prix de l'Armistice : 1938[41],[42],[43]
- Grand Prix Victor Linart à Anvers : 1938[44],[45]
- Grand Prix du Tour du Sud-Ouest : 1939[46]
- 2e du Prix Egg-Berthet (américaine) : 1941 avec Achille Samyn[20]
- Prix Léon Didier : 1941[47]
- Prix Louis Darragon : 1941[48]
- Prix Paul Guignard : 1941[49]
- Prix Constant Huret : 1941[50]
- Prix Bobby Walthour : 1942[51]
- Prix Paul Dangla : 1942[52]
- Grand Prix de Provence à Marseille : 1942[53]
- Grand Prix de Bordeaux : 1942[54],[55] et 1948[56],[57]
- Les Cent Cinquante km au Parc des Princes : 1942[58]

## Vie privée
En 1943, il épouse G. Bovis.